# Нордермельдорф
Нордермельдорф (нем. Nordermeldorf) — община в Германии, в земле Шлезвиг-Гольштейн. 
Входит в состав района Дитмаршен. Подчиняется управлению КЛьГ Мельдорф-Ланд.  Население составляет 628 человек (на 31 декабря 2010 года). Занимает площадь 34,1 км².
Коммуна подразделяется на 3 сельских округа.